# Antoon van Schendel
Pour les articles homonymes, voir Schendel.
Antoon van Schendel, né le 9 mai 1910 à Lage Zwaluwe et mort le 6 août 1990 à Muret, est un coureur cycliste néerlandais. Professionnel de 1935 à 1949, il a notamment remporté deux étapes du Tour de France, en 1938 et 1939. Son frère Albert a également été coureur professionnel.

## Palmarès
- 1935
  - Circuit de Samatan
  - GP Beauville
  - Grand Prix Peugeot
- 1937
  - Circuit du Gers
- 1938
  - 10e étape du Tour de France
  - 5e étape de Paris-Nice
  - 6e étape du Tour du Sud-Ouest
  - 2e du Tour de Corrèze
  - 3e de Paris-Nice
- 1939
  - 16ec étape du Tour de France
- 1941
  - 1re étape du Circuit du Sud

## Résultats sur le Tour de France
- 1936 : 32e
- 1937 : 33e
- 1938 : 50e, vainqueur d'étape
- 1939 : 38e, vainqueur d'étape